# مارک هانتر (قایقران روئینگ)
مارک هانتر (انگلیسی: Mark Hunter؛ زادهٔ ۱ ژوئیهٔ ۱۹۷۸) قایقران روئینگ اهل بریتانیا است.
وی در مسابقات کشوری و بین‌المللی در مجموع برندهٔ ۳ مدال طلا، ۱ مدال نقره، ۱ مدال برنز شده‌است.